# 日本共产党东京特别支部
日本共产党东京特别支部是二戰前日本共产党下属的一个特别支部，主要由幾名台灣共產黨黨員組成，當中有林兌、陳來旺、林添進後來被日本警察發覺是日共成員。這個支部在1928年9月23日晚間成立，由林兌、陳來旺、林木順與林添進籌組，會中決定將達成兩個任務：第一，在台灣學術研究會和東京台灣青年會建立黨的指導地位，以便吸收台灣學生為黨員；第二，建立與日共以及台共之間的聯繫關係。總之，這個支部主要是以台灣留日學生組織作為滲透對象。
這個支部的成員曾經成功奪取東京台灣青年會的領導權，並將之改造成東京台灣人的左翼組織。此外，他們也取得台灣學術研究會的領導權，並積極吸收黨員。除了滲透學生組織，這個支部成員也積極介入台灣的農民運動，試圖將台灣農民組合變成台灣共產黨支配下的組織。
這個支部沒有存在多久，1929年4月15日日本警察從日共組織領導人間庭末吉身上找到日共黨員名單，名單上有三名台灣人；為了知道這三名台灣人的名字，東京警察一口氣逮捕了四十三名台灣學術研究會的主要會員。經過一番偵訊，日警發現這三名台灣人就是陳來旺、林兌、林添進；於是東京支部隨著成員陸續被捕而瓦解，消失在歷史的舞台上。